# قلعه قنبر (سربیشه)
قلعه قنبر یک روستا در ایران است که در بخش مرکزی شهرستان سربیشه واقع شده‌است. قلعه قنبر ۷۵ نفر جمعیت دارد.